# بشائر طيبة (مسلسل تلفزيوني)
بشائر طيبة (بالإنجليزية: Good Omens) هومسلسل تلفزيوني قادم من ستة أجزاء مبني رواية البشائر الطيبة التي كتبها  تيري براتشيت ونيل غيمان. المسلسل من إخراج دوغلاس ماك كينون وكتب بواسطة نيل غيمان و هو أيضا صانع المسلسل.  من المتوقع أن يصدر في عام 2019 على أمازون فيديو. سيبث أيضا على بي بي سي الثانية.

## الإنتاج

### التطور
خطط براتشيت وغيمان لتبني رواية البشائر الطيبة كفيلم لعدة سنوات، بالإضافة إلى غيرهم من المخرجين والكتاب المنجذبين للمشروع. وفي عام 2011، أُعلن لأول مرة عن وجود مسلسل تلفزيوني، كتبه تيري جونز وغافن سكوت، ولكن لم يُصرَّح عن وجود خطط أخرى. رفض غيمان العمل بمفرده بعد وفاة براتشيت، لكنه غير رأيه عندما تلقى رسالة من براتشيت، مكتوبة لتُرسل إليه بعد وفاته، يشجعه فيها على الانتهاء من المشروع.
أُعلن في 19 يناير من عام 2017، أن أمازون برايم فيديو قد سمحت بإنتاج المسلسل تلفزيوني المُقتبس من الرواية بشكل مشترك مع هيئة الإذاعة البريطانية في المملكة المتحدة. وعُيّن المنتجين التنفيذيين وهم: غيمان وكارولين سكينر وكريس سوسمان وروب ويلكنز ورود براون. تتكون شركات الإنتاج المشاركة في السلسلة من استديوهات بي بي سي وشركة بلانك.

### طاقم الممثلين
أُعلن في 14 أغسطس من عام 2017، أن مايكل شين وديفيد تينانت قد لعبوا دورًا رئيسيًا لأزيرفال وكراولي، على التوالي. وكشف غيمان عبر التويتر في 14 سبتمبر من عام 2017، أن نينا سوسانيا ونيد دينيهي وأريون باكار قد انضموا إلى طاقم التمثيل الرئيسي. وبعد ذلك بيوم واحد، أعلن جاك وايتهول ومايكل مكيان وميراندا ريتشاردسون وأدريا أرخونا أنهم سيشاركون في المسلسل. انضم للطاقم أيضًا بعد أسبوع كل من: سام تايلور باك وأمّا ريس وإيلان غالكوف وألفي تايلور ودانيال ميس وسيان بروك. أُبلغ عن انضمام جون هام وآنا ماكسويل مارتن وميرايل إينوس ولورديس فابريس ويوسف غيتوود إلى فريق التمثيل الرئيسي في أكتوبر من عام 2017. ثم انضم في نوفمبر كل من ريس شيرسميث ونيكولاس بارسونز. وفي 15 ديسمبر من عام 2017، ذُكرَ أن ديريك جاكوبي سيؤدي صوت ميتاترون.
أُعلن في 9 فبراير من عام 2018، عن انضمام ستيف بيمبرتون ومارك جاتس إلى المسلسل. ونُشر في 6 مارس من نفس العام، أن نيك أوفرمان يلعب دورًا ثابتًا في المسلسل. أُعلن من خلال لوحة الأمازون في سان دييغو كومك كون إنترناشونال بتاريخ 20 يوليو 2018، أن فرانسيس مكدورماند ستؤدي صوت الله في دورها كراوية المسلسل. صرَّح نيل غيمان في 13 فبراير من عام 2019، أن بيندكت كامبرباتش سيؤدي صوت الشيطان وستكون الشخصية مصنوعة بطريقة التحريك الحاسوبي.

### التصوير
استغرق التصوير الرئيسي للمسلسل مدّة 109 يومًا على مدار ستة أشهر، إذ بدأ في 18 سبتمبر من عام 2017 وانتهى في أوائل مارس من عام 2018. بدأ التصوير في جميع أنحاء المملكة المتحدة وانتقل لاحقًا إلى كيب تاون وما حولها، في جنوب أفريقيا. كُشف عن أحد مواقع التصوير في مقاطعة سري في أكتوبر من عام 2017. جرى تصوير المسلسل أيضًا في سانت جيمس بارك في لندن وهمبلدن. أُنشئ حيّ سوهو في هارتفوردشير في قاعدة سلاح الجو الملكي البريطاني بوفينغدون الجوية في لندن وهو يمثل الشارع ومكتبة أزيرافال. تمركزت قاعدة الجيش الأمريكي وصُوِّرت في هيفورد العليا في أوكسفوردشاير. استُخدم أحد المتاحف في غرب ساسكس لتصوير مشهد حرق آغنيس نوتر على العمود. وصُوّر على مدار يومين في أكتوبر من عام 2017.
كان موديل السيارة الموجودة في الرواية هو بنتلي 1926، لكن لم يكن يعرف غيمان أو براتشيت حقًا ما هو شكل هذا الموديل عندما كتبا رواية البشائر الطيبة. لذلك استُخدم في المسلسل التلفزيوني موديل عام 1933 وكان قريبًا من الصورة الموجودة في ذهن غيمان. وبلغت قيمة سيارة بنتلي المستخدمة في التصوير 250,000 جنيه إسترليني.

## وصلات خارجية
- بشائر طيبة على موقع IMDb (الإنجليزية)
- بشائر طيبة على موقع روتن توميتوز (الإنجليزية)
- بشائر طيبة على موقع ليتربوكسد (الإنجليزية)
- بشائر طيبة على موقع ألو سيني (الفرنسية)
- بشائر طيبة على موقع قاعدة بيانات الفيلم (الإنجليزية)